# Dorota Zofia Wittelsbach
Dorota Zofia Wittelsbach (ur. 5 lipca 1670 w Neuburg an der Donau, zm. 15 września 1748 w Parmie) – księżniczka Palatynatu Reńskiego, księżna Parmy i Piacenzy.
Córka elektora Palatynatu Reńskiego Filipa Wilhelma Wittelsbacha i jego drugiej żony Elżbiety Amalii z Hesji-Darmstadt. Jej dziadkami byli: Wolfgang Wilhelm Wittelsbach i Magdalena Wittelsbach księżniczka bawarska oraz landgraf Hesji-Darmstadt Jerzego III i Zofia Eleonora Wettyn księżniczka saksońska.
Miała liczne rodzeństwo, które odegrało ważną rolę w historii. Najstarsza siostra Eleonora Magdalena została cesarzową Niemiecką, Maria Zofia królową Portugalii, Maria Anna królową Hiszpanii, bracia Jan Wilhelm Wittelsbach i Karol III Filip Wittelsbach byli kolejnymi elektorami Palatynatu Reńskiego, siostra Jadwiga Elżbieta była żona królewicza polskiego Jakuba Ludwika Sobieskiego.
17 maja 1690 roku wyszła za księcia Edwarda Farnese (1666-1693) syna księcia Parmy i Piacenzy Ranuccio II Farnese (1630-1694) i jego drugiej żony Izabell d’Este (1635-1666). Para miała dwójkę dzieci:
- Aleksandra (1691-1693)
- Elżbietę (1692-1766) – żona króla Hiszpanii Filipa V

Jej mąż zmarł w 1693.
8 grudnia 1695 wyszła ponownie za mąż za księcia Parmy i Piacenzy Franciszka Farnese (1678-1727), syna księcia Parmy i Piacenzy Ranuccio II Farnese i jego trzeciej żony Marii d’Este (1644-1684), przyrodniego brata jej pierwszego męża. Para nie miała dzieci.